# Paraglaucina hulstinoides
Paraglaucina hulstinoides là một loài bướm đêm trong họ Geometridae.